# Martin MB-1
Martin MB-1 là một loại máy bay ném bom hai tầng cánh cỡ lớn của Hoa Kỳ trong thập niên 1910, do hãng Glenn L. Martin Company chế tạo cho Cục Không quân Lục quân Hoa Kỳ.

## Biến thể
MB-1
GMB
GMT
GMC
GMP
MBT
MT
T-1
TM-1

## Quốc gia sử dụng
Hoa Kỳ
- Cục Không quân Lục quân Hoa Kỳ
- Thủy quân Lục chiến Hoa Kỳ
- Hải quân Hoa Kỳ
- Bưu điện Hoa Kỳ

## Tính năng kỹ chiến thuật
Dữ liệu lấy từ United States Military Aircraft since 1909 
Đặc điểm tổng quát
- Kíp lái: 3
- Chiều dài: 44 ft 10 in (13.67 m)
- Sải cánh: 71 ft 5 in (21.77 m)
- Chiều cao: 14 ft 7 in (4.45 m)
- Diện tích cánh: 1,070 ft2 (99.4 m2)
- Trọng lượng rỗng: 6.702 lb (3.040 kg)
- Trọng lượng có tải: 10.225 lb (4.638 kg)
- Động cơ: 2 × Liberty 12A kiểu động cơ V, làm mát bằng chất lỏng, 400 hp (298 kW) mỗi chiếc mỗi chiếc

Hiệu suất bay
- Vận tốc cực đại: 105 mph (169 km/h)
- Vận tốc hành trình: 92 mph (148 km/h)
- Tầm bay: 390 dặm (628 km)
- Trần bay: 10.300 ft (3.100 m)
- Vận tốc lên cao: 630 ft/min (3,2 m/s)

Vũ khí trang bị
- 5 súng máy.30-cal.
- 1.040 lb bom